# Michael Bordt
Michael Bordt (sinh 28.4.1960 tại Hamburg) là một học giả và triết gia Đức. Ông là giáo sư tại trường triết học ở München, chuyên về triết lý cổ điển, đặc biệt về Plato và Aristotle. Từ năm 2011 ông là giám đốc Institute of Philosophy and Leadership (viện triết học và lãnh đạo) ở München.

## Học vấn
Michael Bordt, sau khi lấy tú tài và làm việc xã hội (Zivildienst) ở Hamburg, từ 1981 tới 1983 học thần học tại đại học Hamburg và từ 1983 tới 1985 tại đại học thần học và triết St. Georgen, Frankfurt. Sau khi lấy bằng phó cử nhân ông đổi sang học triết, tại đại học triết, München, từ 1985 tới 1988 và lấy bằng thạc sĩ triết với một luận án về từ "sư tồn tại" trong triết học Platon.
1988 ông gia nhập vào Dòng Tên, theo học lại ngành thần học từ 1990 tới 1992 tại Đại học Ludwig Maximilian München và từ 1992 tới 1993 đại học thần học và triết St. Georgen, Frankfurt. 1994 Bordt theo học tại Đại học Oxford và lấy bằng tiến sĩ 1997 với một luận án về "đối thoại Platon".

## Sự nghiệp
Từ 1997 Bordt làm việc tại đại học triết học ở München, từ 2004 là giáo sư về Mỹ học, Nhân học triết lý và lịch sử triết học (chuyên về thời cổ điển). Từ 2005 tới 2011 Bordt là hiệu trưởng đại học triết, từ 2011 ông là viện trưởng Institut für Philosophie und Leadership, có nhiệm vụ ngoài học vấn và nghiên cứu, còn hướng dẫn và huấn luyện những người lãnh đạo cao cấp.
Những nỗ lực về triết học của Bordt nhằm để thảo luận về những câu hỏi về sự tồn tại của con người trong triết lý phân tích (đặc biệt Ludwig Wittgenstein) và triết lý cổ điển.
Ngoài công việc là một giáo sư, ông đi thuyết trình và hướng dẫn các buổi thảo luận cho những người lãnh đạo trong các lãnh vực kinh tế, chính trị và nhà thờ về cách lãnh đạo một cách đạo đức trong các hãng, đạo đức lãnh đạo nói chung, các khóa thiền và các buổi tu luyện.